# Mercês (Lisboa)
Mercês é uma parte da cidade e antiga freguesia portuguesa do município de Lisboa, com 0,27 km² de área e 4345 habitantes (2011). Densidade: 16 092,6 hab/km².
A freguesia foi criada em 1 de dezembro de 1632 com o nome de Nossa Senhora das Mercês, com área das freguesias de Santa Catarina e do Loreto (esta mais tarde designada Encarnação).
Como consequência de uma reorganização administrativa, oficializada a 8 de novembro de 2012 e que entrou em vigor após as eleições autárquicas de 2013, foi determinada a extinção da freguesia, passando o seu território integralmente para a nova freguesia da Misericórdia.

## População
★ No ano de 1864 pertencia ao Bairro Alto. Os seus limites foram fixados pelo decreto-lei n.º 42.142, de 07/02/1959

Grupos etários em 2001 e 2011			

| N.º de habitantes | N.º de habitantes | N.º de habitantes | N.º de habitantes | N.º de habitantes | N.º de habitantes | N.º de habitantes | N.º de habitantes | N.º de habitantes | N.º de habitantes | N.º de habitantes | N.º de habitantes | N.º de habitantes | N.º de habitantes | N.º de habitantes | N.º de habitantes |
| ----------------- | ----------------- | ----------------- | ----------------- | ----------------- | ----------------- | ----------------- | ----------------- | ----------------- | ----------------- | ----------------- | ----------------- | ----------------- | ----------------- | ----------------- | ----------------- |
| 1864              | 1878              | 1890              | 1900              | 1911              | 1920              | 1930              | 1940              | 1950              | 1960              | 1970              | 1981              | 1991              | 2001              | 2011              |                   |
| 7775              | 9297              | 10697             | 11353             | 12703             | 12751             | 13098             | 13606             | 13384             | 13558             | 10725             | 9201              | 6039              | 5093              | 4345              |                   |
|                   | +20%              | +15%              | +6%               | +12%              | +0%               | +3%               | +4%               | -2%               | +1%               | -21%              | -14%              | -34%              | -16%              | -15%              |                   |

|     | 0-14 anos  | 15-24 anos | 25-64 anos   | 65 e + anos  |
| Hab | 554 \| 515 | 538 \| 343 | 2616 \| 2414 | 1385 \| 1073 |
| Var | -7%        | -36%       | -8%          | -23%         |

## Património
- Antigo Convento de Jesus ou Antigo Convento de Nossa Senhora de Jesus da Ordem Terceira de São Francisco
- Edifício na Rua Cecílio de Sousa, 34 a 38
- Antigo Liceu de Passos Manuel (incluindo o edifício principal, a residência do Reitor, a casa do porteiro, os pátios, a alameda, os jardins e a horta), actual Escola Secundária de Passos Manuel
- Igreja de Nossa Senhora de Jesus ou Igreja das Mercês ou Igreja Paroquial das Mercês ou Igreja de Nossa Senhora das Mercês
- Edifício na Rua Cecílio de Sousa, n.º 52
- Capela do Convento dos Cardais ou Capela de Nossa Senhora da Conceição dos Cardais ou Convento dos Cardais
- Palácio Cabral
- Jardim do Príncipe Real
- Praça das Flores
- Palácio Ratton, actualmente sede do Tribunal Constitucional
- Palácio Alcáçovas
- Palácio Santarém
- Academia das Ciências
- Palácio Mendia

## Arruamentos
A freguesia das Mercês continha 46 arruamentos. Eram eles:
| - Beco da Cruz - Beco da Rosa - Calçada da Estrela - Largo Agostinho da Silva - Largo de Jesus - Largo do Dr. António de Sousa de Macedo - Praça das Flores - Praça do Príncipe Real - Rua Cecílio de Sousa - Rua Correia Garção - Rua da Academia das Ciências - Rua da Cruz dos Poiais - Rua da Escola Politécnica - Rua da Imprensa Nacional - Rua da Palmeira - Rua da Paz | - Rua da Quintinha - Rua das Adelas - Rua das Parreiras - Rua de Manuel Bernardes - Rua de O Século - Rua de Pedro Dias - Rua de São Bento - Rua de São Marçal - Rua do Jasmim - Rua do Vale - Rua dos Poiais de São Bento - Rua dos Prazeres - Rua Eduardo Coelho - Rua Marcos Portugal - Rua Nova da Piedade | - Rua Professor Branco Rodrigues - Rua Ruben A. Leitão - Travessa da Arrochela - Travessa da Conceição - Travessa da Horta - Travessa da Palmeira - Travessa da Peixeira - Travessa da Piedade - Travessa de Santa Teresa - Travessa de São José - Travessa do Abarracamento de Peniche - Travessa do Arco a Jesus - Travessa do Cego - Travessa do Convento de Jesus - Travessa do Jasmim |

Existem ainda 10 arruamentos reconhecidos pela Câmara, mas não geridos directamente por esta:
| - Pátio da Peixeira (Travessa da Peixeira, 33) - Pátio do Bispo (Rua Nova da Piedade, 63) - Pátio do Feijó (Rua Nova da Piedade, 81) - Pátio do Ferreira (Rua Cecílio de Sousa, 62-86) - Pátio do Leal (Rua da Imprensa Nacional, 56) | - Pátio do Leite (Rua da Quintinha, 38) - Pátio do Lima (Rua Nova da Piedade, 79) - Pátio Gini (Rua Nova da Piedade, 60A) - Pátio São José (Travessa de São José, 14) - Vila Fernandes ou Pátio dos Caldeireiros (Rua dos Prazeres, 49) |